# ميدكو للحلول الصحية
 كانت ميدكو للحلول الصحية إحدى الشركات الأمريكية لإدارة المنافع الصيدلانية (PBM) التي تخدم أكثر من 65 مليون شخص، قبل أن تستحوذ عليها في النهاية شركة اكسبريس سكربتس في أبريل 2012. قدمت ميدكو خدمات الصيدلة لأصحاب العمل من القطاعين العام والخاص، والخطط الصحية، ونقابات العمال، والوكالات الحكومية، والأفراد الذين تخدمهم خطط الأدوية الطبية من الجزء ميدكير بارت دي. كانت ميدكو عضوًا في إس و بي 500 واحتلت المرتبة 34 في قائمة فورتشين 500 لعام 2011 ، حيث بلغت إيراداتها عام 2011 أكثر من 70 مليار دولار. وقد حصلت على المرتبة الأولى في فئة الرعاية الصحية: الصيدلة والخدمات الأخرى في قائمة أفضل الشركات إعجابًا لمجلة فورتشين لمدة خمس سنوات متتالية (2008-2012).

## روابط خارجية
- موقع شركة مدكو